# Colutea nepalensis
Espèce
Classification APG II (2003)
Colutea nepalensis, le baguenaudier du Népal, est une espèce de plantes à fleurs de la famille des Fabacées. C'est un arbuste originaire de l'Himalaya.
Nom chinois : 尼泊尔鱼鳔槐

## Description
(novembre 2012).
Colutea nepalensis est un arbuste à feuillage caduc pouvant atteindre trois mètres de haut.
Les vieilles branches prennent une coloration brune à brunâtre alors que l'écorce des jeunes branches de l'année est blanche - blanche-verdâtre.
Les feuilles sont imparipennées avec sept à treize folioles, vert clair, longues de quatre à dix centimètres.
Les folioles sont elliptiques à obovales de 6 à 16 mm de long sur 7 à 11 de large.
Les inflorescences sont des racèmes axillaires à fleurs peu nombreuses - de trois à huit -, jaunes à rouges pouvant atteindre 2,4 cm. Le calice, à l'extérieur pubescent, présente des sépales dont les deux supérieurs sont triangulaires et les trois inférieurs linéaires un peu recourbés. La corolle est, comme pour la majorité des plantes de la famille, asymétrique : le pétale supérieur - l'étendard - est plus long que les ailes et la carène où les deux pétales sont fusionnés. Le style est arqué ascendant, plus long que les étamines.
L'ovaire est blanc fortement pubescent : il s'agit d'une caractéristique de l'espèce. Comme le genre, l'ovaire contient de nombreux ovules.
Les fruits sont des gousses, indéhiscentes, enflées et vésiculeuses, bivalves supérieurement, très caractéristiques du genre. Elles portent plusieurs graines réniformes.

## Distribution
Le baguenaudier du Népal est originaire de la région himalayenne : Afghanistan, Chine, Inde, Népal et Pakistan.
Il y croît dans les dépôts des lits des rivières de montagne, parmi les arbustes et buissons xérophiles ou semi-xérophiles.

## Utilisations
Cette espèce a d'abord un rôle écologique dans le maintien et la préservation des sols, outre le couvert qu'il peut à assurer à la faune.
En Inde, son bois est utilisé comme combustible.
Enfin, une utilisation comme purgatif au Népal est signalée par William Dymock

## Historique et position taxinomique
En 1826, John Sims décrit une première fois cette espèce à partir d'un exemplaire issues de graines ramenées du Népal et mises en culture par les horticulteurs Whitley, Brame et Milne à la serre de Fulham (Londres).
En 1876, John Gilbert Baker en fait une variété de Colutea arborescens : Colutea arborescens var. nepalensis (Sims) Baker.
En 1957, Alexander Gilli decrit une plante sous le nom de Colutea rostrata Gilli : des trois planches réalisées, une fait référence à Colutea paulsenii Freyn & Sint. ex Freyn (planche A) et deux à Colutea nepalensis Sims. Il s'agit de plus d'un homonyme illégal de Colutea rostrata Sumnev..
En 1967, Kasimierz Browicz la place dans la section Rostrata, sous-section Centralasiaticae.